# أناتوليكو
أناتوليكون (Ανατολικόν) هي مدينة في كوزاني في مقاطعة فوريا إلادا في اليونان.
يبلغ عدد سكانها حوالي 933 نسمة.